# サタリー総合病院

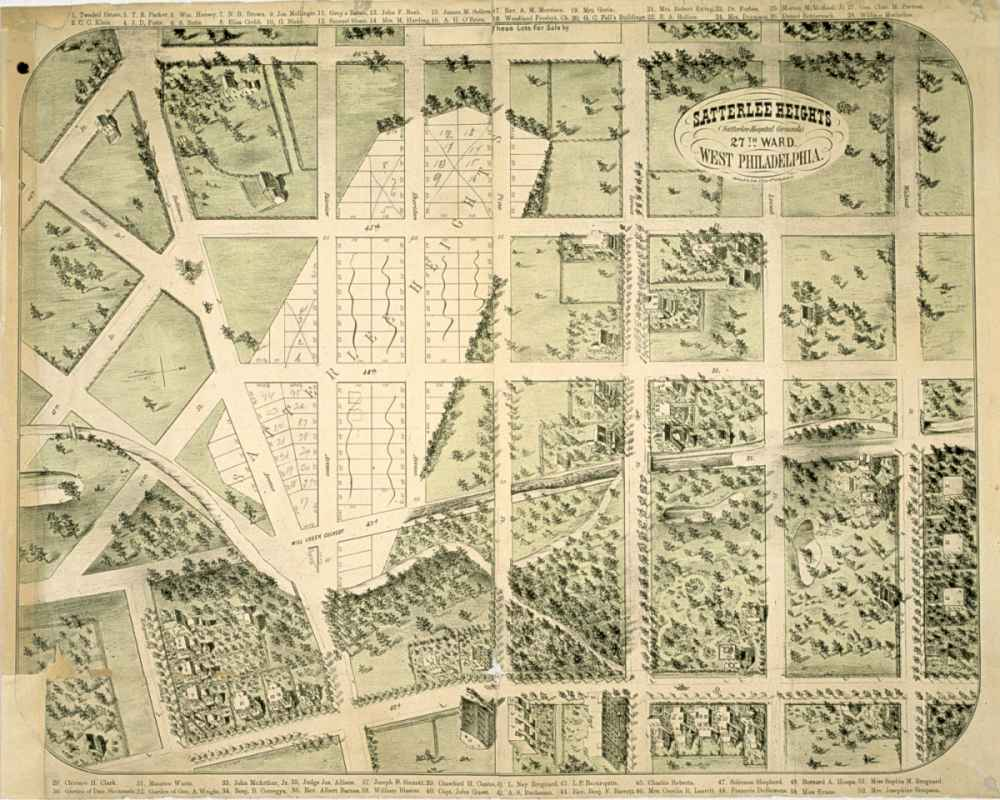
1869年ころに、北軍サタリー病院跡地を細分化して販売しようとしていた不動産開発業者が作成した、ウェスト・フィラデルフィアの土地利用の現状と計画を示した地図。地図の上方が西になるよう描かれている。

サタリー総合病院（サタリーそうごうびょういん、 Satterlee General Hospital）は、南北戦争中の1862年から1865年にかけて、アメリカ合衆国ペンシルベニア州フィラデルフィアに設けられていた、北軍最大の病院。ゲティスバーグの戦いの後には、数千人におよぶ北軍兵士や南軍捕虜が、サタリーで治療を受けた。
この病院は、1862年に合衆国軍医総監ウィリアム・アレクサンダー・ハモンドの指示で、まだ開発がさほど進んでいなかった ウェスト・フィラデルフィア地区の42丁目とボルティモア通りが交わるあたりに建設された。15エーカー (6.1 ha) の敷地は、北側の45丁目とパイン通りの交差点まで広がっていた。この病院は、国中で2番目に大きな規模をもち、南北戦争中の北軍の病院としては最大で、34の病棟と数百のテントに、4,500床のベッドが用意されていた。病院内には図書室、読書室、床屋、印刷所などが備えられ、独自の新聞『The Hospital Register』も発行されていた。
病院の指揮を執っていたのは、外科医で、著名な北極探検家でもあったアイザック・イズラエル・ヘイズ博士であった。看護を担ったのは、この地に修道院を設けていたシスターズ・オブ・チャリティであった。
南北戦争の終戦時までに、サタリーは、12,000人以上の患者の処置をしていた。驚くべきことに、そのうちの死者はわずか260人で、当時の衛生環境やまだ比較的低い水準にあった医療技術の水準を考えると、これは特筆に値することであった。
戦後、この病院は閉鎖され、建物は引き倒された。1890年代には、跡地の大部分は住宅地に転じた。敷地の低い部分の一部は、クラーク公園として残された。

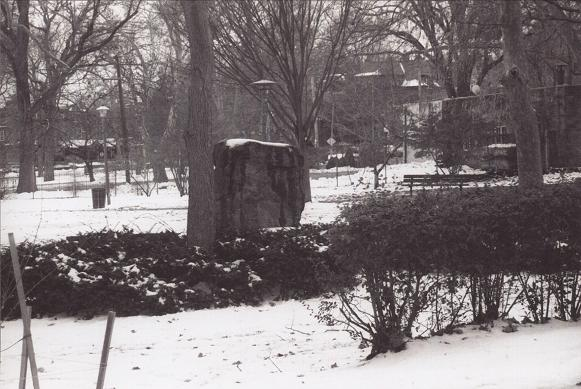
病院敷地跡（クラーク公園）に残された、ゲティスバーグを記念する石碑 (Gettysburg Stone)。